# Соколя (Яворівський район)
Соко́ля — село в Україні, в Яворівському районі Львівської області. Населення становить 1576 осіб.

## Відомі люди
- Білевич Валентин — землероб і мельник, посол до Галицького сойму (1861—1866) та австрійського парламенту (1861—1865).
- Наклович Сергій (1911—1995, Відень, Австрія) — український громадський діяч, політвʼязень радянських таборів, доктор правничих наук.
- Наклович Олександр (1913—1998, м. Кармайкл, шт. Каліфорнія, США) — економіст, громадський діяч[2].